# クライスト・イリュージョン
『クライスト・イリュージョン』（Christ Illusion）は、スレイヤーが2006年に発表したアルバム。

## 解説
ライヴ・アルバム『ディケイド・オブ・アグレッション』（1991年）以来15年ぶりの、オリジナル・ラインナップにより録音された作品である。2002年にオリジナル・ドラマーのデイヴ・ロンバードが復帰して、2004年より収録曲のうち9曲のデモ・レコーディングが開始されて、2005年末に本格的なレコーディングが開始された。バンド側は、盟友であるリック・ルービンによるプロデュースを望んでいたが、ルービンが多忙だったため、実際のプロデュースはジョシュ・エイブラハムが担当し、ルービンはエグゼティヴ・プロデューサーとしてクレジットされた。
アルバム・ジャケットは、過去に『レイン・イン・ブラッド』（1986年）、『サウス・オブ・ヘヴン』（1988年）、『シーズンズ・イン・ジ・アビス』（1990年）のジャケットも担当したラリー・キャロルによって描かれた。しかし、本作のジャケット・デザインに関して、キリストを冒涜しているという批判もなされたため、検閲ヴァージョンのジャケット（バンドのロゴをくり抜いて、そこからオリジナル・デザインの一部だけが見えるようにしたもの）で発売されるケースもあった。
当初は2006年6月6日、つまり「666」に発売される予定もあったが、最終的には8月にリリースされた。また、本作は11曲入りのアルバムとなる予定だったが、トム・アラヤが胆嚢の問題を抱えていたため、「ファイナル・シックス」のボーカル録りが間に合わず、10曲入りのアルバムとしてリリースされた。2007年7月にアメリカで発売されたDVD付きのエディションでは、この「ファイナル・シックス」も追加収録された。なお、同曲は後にグラミー賞の最優秀メタル・パフォーマンス部門を受賞している。
バンドの母国であるアメリカのBillboard 200では最高5位に達し、バンドにとって初の全米トップ5入りを果たした。収録曲「アイズ・オブ・ジ・インセイン」はグラミー賞の最優秀メタル・パフォーマンス部門を受賞し、バンドにとって初のグラミー受賞を果たした。
インドでは、「スケルトン・クライスト」「ジハード」等の歌詞がイスラム教徒とキリスト教徒の両方を侮辱しているという抗議が起こり、同国での発売元であったEMIインディアは、2006年の時点で本作を回収・破棄した上で、「このレコードを再発する予定はない」と発表した。

## 収録曲
1. フレッシュ・ストーム - "Flesh Storm" - 4:14
  - 作詞・作曲：ケリー・キング
2. キャタリスト - "Catalyst" - 3:07
  - 作詞・作曲：ケリー・キング
3. スケルトン・クライスト - "Skeleton Christ" - 4:22
  - 作詞・作曲：ケリー・キング
4. アイズ・オブ・ジ・インセイン - "Eyes of the Insane" - 3:23
  - 作詞：トム・アラヤ／作曲：ジェフ・ハンネマン
5. ジハード - "Jihad" - 3:31
  - 作詞：ジェフ・ハンネマン、トム・アラヤ／作曲：ジェフ・ハンネマン
6. コンスフィラシー - "Consfearacy" - 3:07
  - 作詞・作曲：ケリー・キング
7. キャタトニック - "Catatonic" - 4:54
  - 作詞・作曲：ケリー・キング
8. ブラック・セレナーデ - "Black Serenade" - 3:16
  - 作詞：ジェフ・ハンネマン、トム・アラヤ／作曲：ジェフ・ハンネマン
9. カルト - "Cult" - 4:40
  - 作詞・作曲：ケリー・キング
10. スプリーミスト - "Supremist" - 3:51
  - 作詞・作曲：ケリー・キング

### 2007年スペシャル・エディション盤ボーナス・トラック
1. "Final Six" - 4:10
  - 作詞・作曲：ジェフ・ハンネマン

## 参加ミュージシャン
- トム・アラヤ - ボーカル、ベース
- ジェフ・ハンネマン - ギター
- ケリー・キング - ギター
- デイヴ・ロンバード - ドラムス